# Vladislav Bykanov
 Vladislav Bykanov (* 19. November 1989 in Lwiw) ist ein israelischer Shorttracker.

## Werdegang
Bykanov debütierte im November 2005 in Den Haag im Shorttrack-Weltcup und belegte dabei den 72. Platz über 1000 m, den 64. Rang über 500 m und den 47. Platz über 1500 m. In der Saison 2010/11 erreichte er mit dem sechsten Platz über 500 m in Shanghai und dem neunten Rang über 1000 m in Moskau seine ersten Top-Zehn-Platzierungen im Weltcup. Sein bisher bestes Resultat bei Shorttrack-Weltmeisterschaften errang er im Jahr 2014 bei den Weltmeisterschaften in Montreal mit dem 13. Platz über 500 m. Bei den Olympischen Winterspielen 2014 in Sotschi belegte er den 25. Platz über 1500 m, den 24. Rang über 1000 m und den 19. Platz über 500 m. Im folgenden Jahr wurde er bei den Europameisterschaften in Dordrecht Vierter im Mehrkampf. Dabei siegte er über 3000 m. Zudem errang er den 19. Platz über 1500 m und jeweils den sechsten Platz über 500 und 1000 m. In der Saison 2015/16 kam er im Weltcup dreimal unter die ersten Zehn. Dabei holte er in Dordrecht über 1500 m seinen ersten Weltcupsieg und erreichte zum Saisonende den 11. Platz im Gesamtweltcup über 1500 m. Zu Beginn der Saison 2016/17 kam er in Calgary mit dem zweiten Platz über 1500 m erneut aufs Podest. Im weiteren Saisonverlauf errang sie sieben Top-Zehn-Platzierungen, darunter Platz drei über 1500 m in Dresden und erreichte damit den fünften Platz im Weltcup über 1500 m. Bei den Europameisterschaften 2017 in Turin wurde er Fünfter im Mehrkampf und belegte dabei den dritten Platz über 1500 m. Im folgenden Jahr holte er bei den Europameisterschaften 2018 in Dresden die Bronzemedaille über 1500 m, die Silbermedaille im Mehrkampf und die Goldmedaille über 3000 m. Bei den Olympischen Winterspielen 2018 in Pyeongchang errang er den 26. Platz über 500 m und bei den Weltmeisterschaften 2018 in Montreal den 41. Platz im Mehrkampf.
In der Saison 2018/19 kam Bykanov in Calgary auf den dritten Platz über 1500 m und in Dresden auf den zweiten Rang über 1000 m und erreichte damit den siebten Platz im Weltcup über 1000 m. Bei den Europameisterschaften 2019 in Dordrecht wurde er Fünfter im Mehrkampf und Zweiter über 3000 m. Im folgenden Jahr holte er bei den Europameisterschaften in Debrecen die Bronzemedaille über 1500 m.

## Weltcupsiege im Einzel
| Nr. | Datum            | Ort       | Disziplin |
| --- | ---------------- | --------- | --------- |
| 1.  | 13. Februar 2016 | Dordrecht | 1500 m    |

## Persönliche Bestzeiten
- 500 m      40,823 s (aufgestellt am 15. März 2014 in Montreal)
- 1000 m    1:23,251 min (aufgestellt am 12. November 2016 in Salt Lake City)
- 1500 m    2:10,963 min (aufgestellt am 5. November 2016 in Calgary)
- 3000 m    4:44,701 min (aufgestellt am 13. Januar 2019 in Dordrecht)